# Helmet (гурт)
Helmet — американський альтернативний метал-гурт із Нью-Йорка, створений у 1989 році вокалістом і гітаристом Пейджем Гамільтоном. Протягом своєї історії Helmet зазнав численних змін у складі, постійним учасником якого завжди залишався Гамільтон. З 2010 року гурт складається з Гамільтона, барабанщика Кайла Стівенсона, гітариста Дена Бімана та басиста Дейва Кейса.
Helmet випустив дев'ять студійних альбомів і два збірники. Після випуску дебютного альбому Strap It On (1990) на Amphetamine Reptile Helmet підписали контракт з Interscope Records і випустили три альбоми на цьому лейблі, включно з надзвичайно успішним Meantime (1992). Наступні два альбоми — Betty (1994) та Aftertaste (1997) — також були успішними, але не змогли досягнути такого визнання серед критиків чи слухачів, яке було у Meantime. Helmet розпався в 1998 році, але відтворив творчу діяльність у новому складі в 2004 році, і відтоді випустив ще п’ять альбомів — Size Matters (2004), Monochrome (2006), Seeing Eye Dog (2010), Dead to the World (2016) і найновіший Left . (2023).

## Дискографія
- Strap It On (1990)
- Meantime (1992)
- Betty (1994)
- Aftertaste (1997)
- Size Matters (2004)
- Monochrome (2006)
- Seeing Eye Dog (2010)
- Dead to the World (2016)
- Left (2023)